# Wilhelm Kuhnert

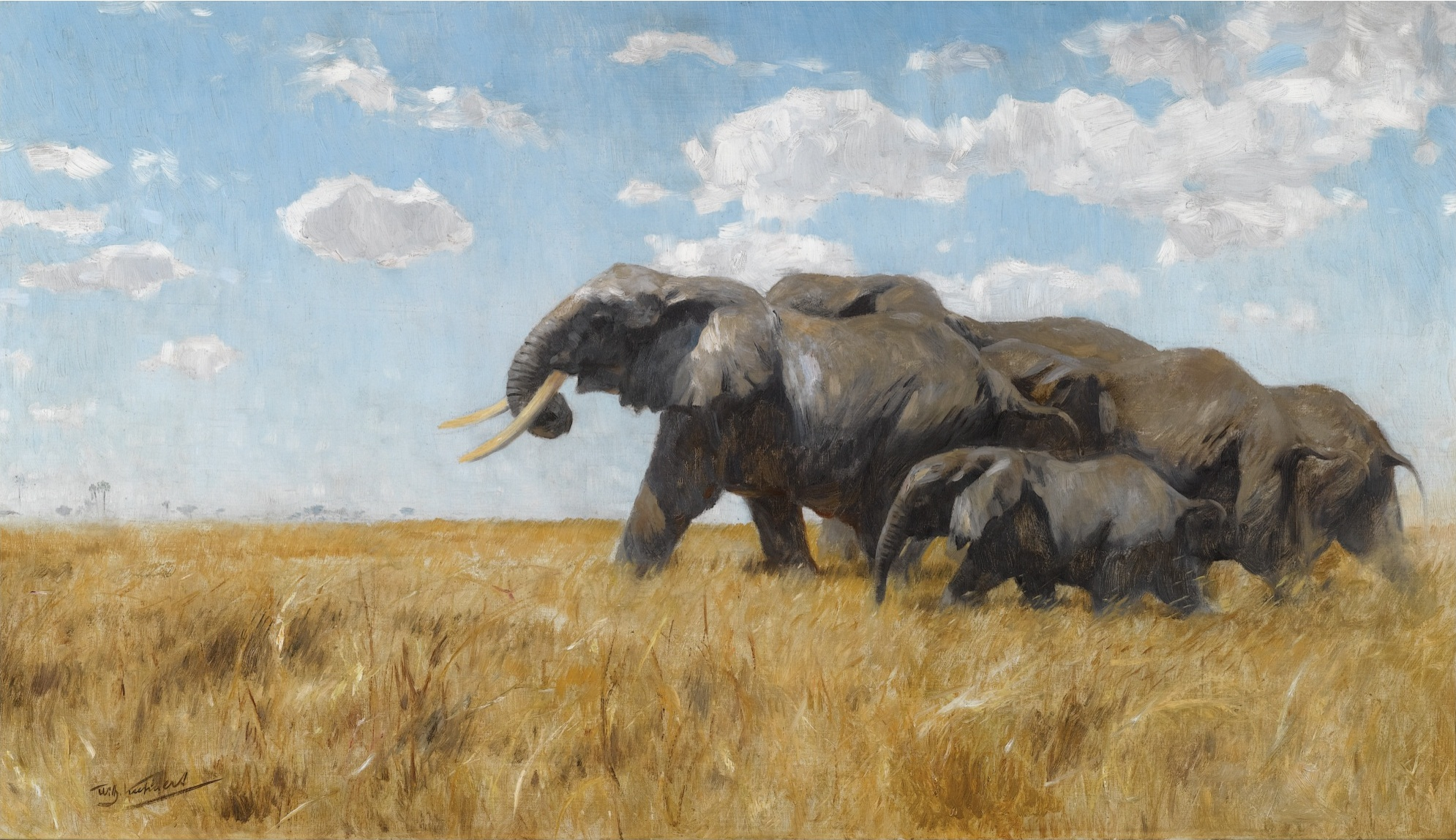
Pintura a l'oli: Elefants migrant

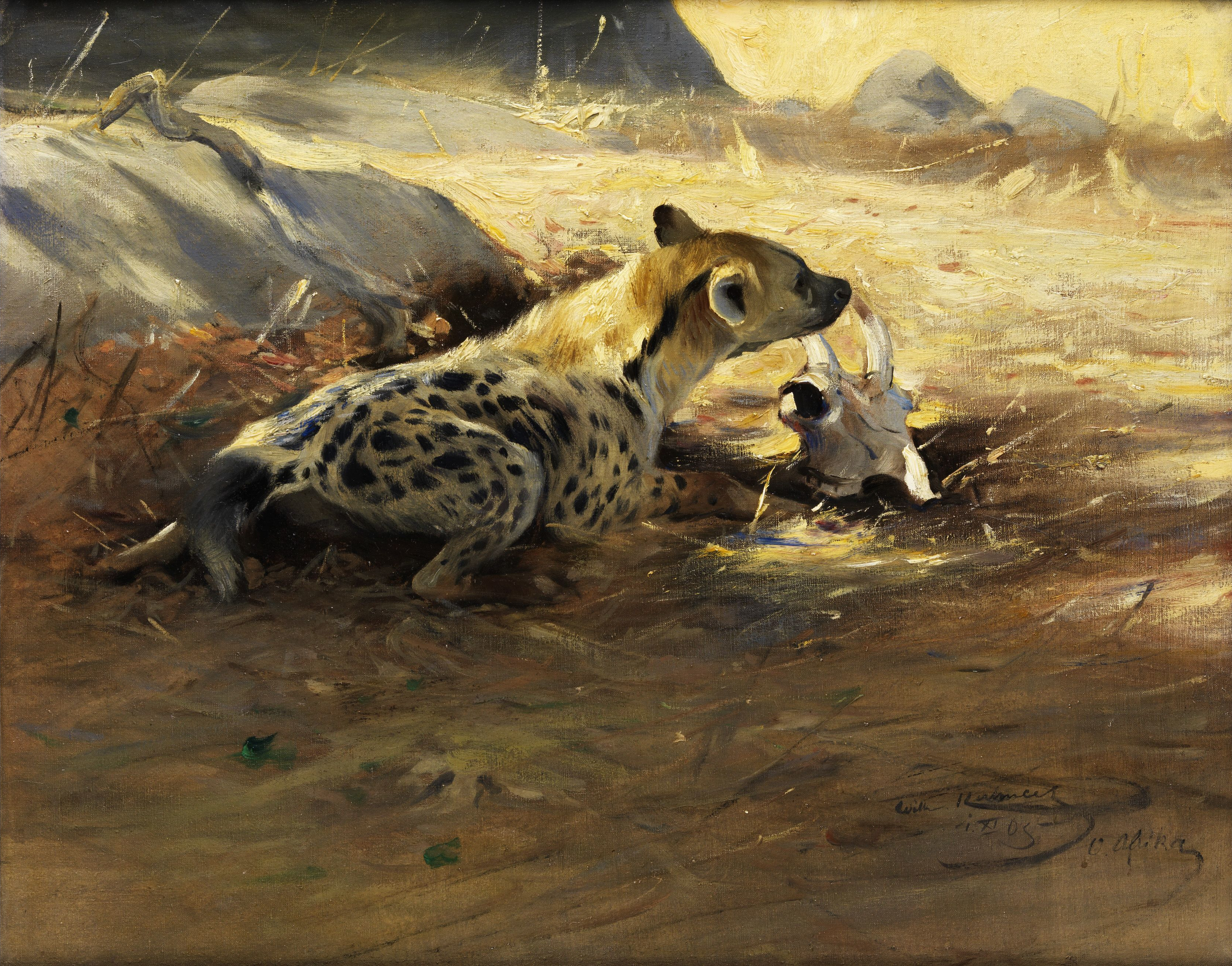
Hiena. Oli sobre tela (1905).

Friedrich Wilhelm Kuhnert (Oppeln, 18 de setembre de 1865 – Flims, 11 de febrer de 1926) fou un pintor alemany, autor i il·lustrador, que es va especialitzar en pintures animals.

## Vida personal
Kuhnert va néixer en Oppeln el 1865. El 1894, es va casar amb Emilie Caroline Wilhelmine Ottilie Alvine Herdikerhoff, de 18 anys. Van tenir una filla, Emilie. La parella es va divorciar el 1909 mentre Emilie estava estudiant a Ceilan. Kuhnert contragué matrimoni per segon cop amb Gerda Jankowski el 1913. Gerda morí el 1925, el dia del 60è aniversari del seu marit. Kuhnert va morir l'11 de febrer de 1926 durant una estada de recuperació en Flims, Suïssa. La seva tomba és en el Südwestkirchhof Stahnsdorf, a Berlín.

## Vida professional
Després de finalitzar un aprenentatge tècnic-comercial a l'edat de 17 anys, Kuhnert va estudiar amb beques a la Universitat de les Arts de Berlín entre 1883 i 1887. Des de casa seva a Berlín, es va embarcar en viatges a Escandinàvia, Egipte, Àfrica de l'est i Índia per fer estudis sobre paisatge i animals. El seu motiu preferit era el lleó africà. El 1901 Kuhnert va ser il·lustrador del llibre Animal Life on Earth del zoòleg Johann Wilhelm Haacke. El 1903 es va convertir en un dels nombrosos artistes seleccionats per oferir il·lustracions i dissenyar targetes comercials per a la companyia xocolatera Stollwerck de la ciutat de Colònia. També va produir algunes il·lustracions per l'edició de 1900 pel llibre Thierleben (vida animal) d'Alfred Brehm.

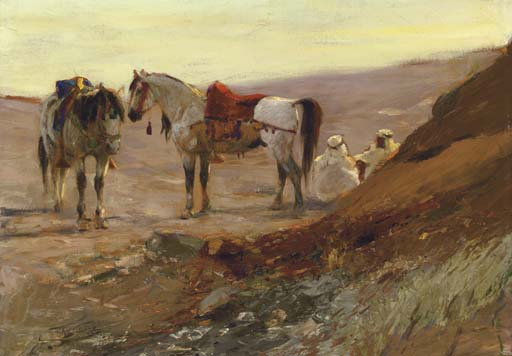
Un descans en el desert (1907)

Contràriament a la pràctica dels seus companys, Kuhnert es va distingir dibuixant animals tropicals a la natura, no en zoològics. Va fer pintures mitjançant esbossos, gravats, aquarel·la, i pintura a l'oli. Kuhnert és considerat un dels pintors d'animals alemanys més importants del seu temps. Era un caçador entusiasta i expert; va tornar a Àfrica any rere any a la caça de trofeus animals i de temes per a les seves pintures.

## Llibres de Kuhnert
- Animal Portraiture (Text de Richard Lydekker). Frederick Warne & Co. Londres 1912
- Im Lande meiner Modelle (En la Terra dels meus Models). Leipzig 1918. Reeditat per HardPress (2013) ISBN 1-3149-4590-4 1-3149-4590-4
- Meine Tiere: Dau Radierungen Wilhelm Kuhnerts (Els meus Animals: Els Aiguaforts de Wilhelm Kuhnert). Berlín 1925
- Vollständiger Katalog der Originalradierungen des Künstlers (Catàleg Complert d'Aiguaforts Originals per l'Artista). Berlín 1927

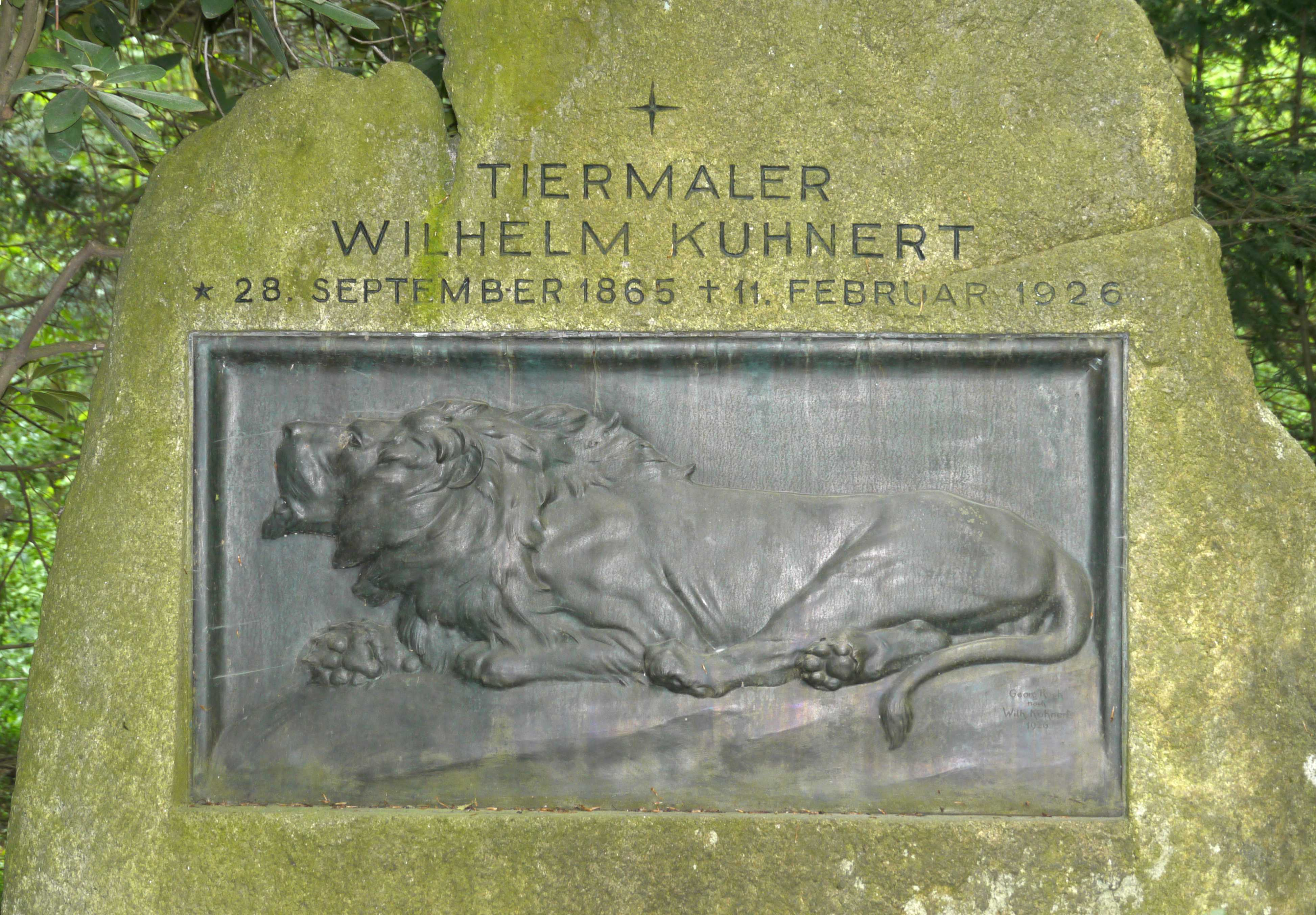
Làpida d'en Wilhelm Kuhnert, cementiri sud-est d'Stahnsdorf, al sud de Berlín.

## Llibres sobre Kuhnert
- Angelika Grettmann-Werner: Wilhelm Kuhnert (1865-1926). Tierdarstellung zwischen Wissenschaft und Kunst. Hamburg 1981
- Hansjörg Werner: Wer war Wilhelm Kuhnert. Der grosse deutsche Tiermaler. ISBN 3-939119-09-1